# Кизил-Ариг
Сільське поселення (сумон) Кизил-Ариг (рос.: Кызыл-Арыг) входить до складу Тандинського кожууна Республіки Тива Російської Федерації. Відстань до с. Бай-Хаак 58 км, до Кизила — 103 км, до Москви — 4071 км.

## Населення
Населення сумона станом на 1 січня року
| Рік    | 2011 | 2012 | 2013 | 2014 | 2015 |
| ------ | ---- | ---- | ---- | ---- | ---- |
| Насел. | 652  | 664  | 648  | 639  | 635  |